# Theodore Case Sound Test: Gus Visser and his Singing Duck
Theodore Case Sound Test: Gus Visser and his Singing Duck is een Amerikaanse korte film uit 1925 waarin Theodore Case experimenteert met de mogelijkheden van geluid op film, de techniek die hij gebruikt zou later Movietone heten. De film werd in 2002 toegevoegd aan het National Film Registry.

## Inhoud
De Nederlandse artiest Gus Visser zingt een nummer genaamd "Ma, He's Making Eyes at Me" en laat een eend iedere keer kwaken wanneer hij het woord Ma zegt.